# Píntag (cantón)
Píntag es un pueblo agrario ubicado a 27,5 kilómetros al sureste de Quito en la provincia de Pichincha, Ecuador. Pintag está a 9284 pies sobre el nivel del mar. El aeropuerto más cercano es el Aeropuerto Internacional Mariscal Sucre de Quito. El pueblo está ubicado cerca del volcán Antisana en Pichincha. El nombre de esta zona se determinó en honor al líder quiteño, el general Píntag, cacique que en la época precolombina escogió este sector como la base de resistencia a la invasión inca, especialmente a los ataques de Huayna Cápac. También podemos ver que ahí fue el lugar en donde estuvo Gabriel García Moreno, uno de los más históricos en su época.